# Фаджр (кинофестиваль)
Международный кинофестиваль «Фаджр» (перс. جشنواره بین المللی فیلم فجر‎) — ежегодный международный кинофестиваль, проходящий в столице Ирана, городе Тегеран.
Кинофестиваль был учреждён Министерством культуры и исламской ориентации Ирана в 1983 году. Первое открытие фестиваля состоялось 1 февраля 1983 года. С 1983 года проводится ежегодно в канун годовщины исламской революции в Иране. Начиная с 1995 года в конкурсную программу включены иностранные фильмы и фестиваль объявлен международным.
В 1998 году за декорации к фильму «Лотос» Реза Кианиан был удостоен наград на кинофестивале «Фаджр».
Фильмы фестиваля демонстрируются не только в тегеранских кинозалах, но и в центрах некоторых провинций и в крупных городах.
Конкурсная программа фестиваля разделена на международную и национальную категории.
Символом кинофестиваля является мифическая птица Симург. Главная премия кинофестиваля «Хрустальный Симург» (перс. سیمرغ بلورین‎) вручается по выбору жюри как в международных, так и в национальных категориях.